# Mathias Goeritz
Werner Mathias Goeritz Brunner (Danzig, hoy Gdansk; 4 de abril de 1915 - Ciudad de México; 4 de agosto de 1990) fue un escultor, poeta, historiador del arte, arquitecto y pintor mexicano de origen alemán. Asociado a la tendencia de la abstracción constructiva e impulsor de la arquitectura emocional. Tras la Segunda Guerra Mundial, se estableció en México, donde dejó uno de los legados artísticos más importantes de la historia cultural del país. Fue uno de los protagonistas de la modernidad plástica y arquitectónica mexicana.

## Biografía

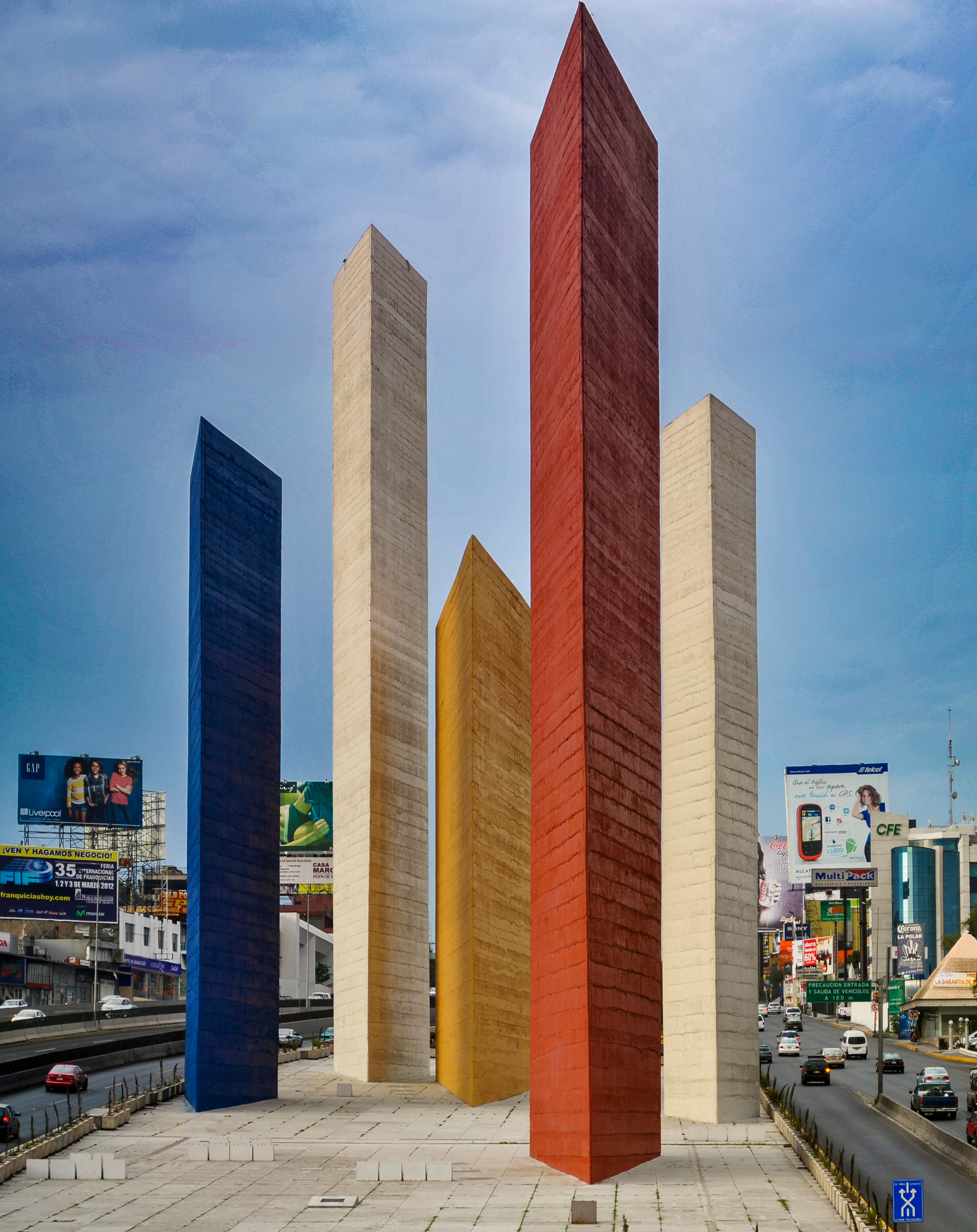
Torres de Satélite en Ciudad Satélite, Naucalpan, Estado de México, diseñadas por Mathias Goeritz, en colaboración con Luis Barragán

Nació en Danzig (actual Gdansk), Polonia y pasó su infancia y juventud en Berlín, donde realizó estudios de pintura, historia del arte y filosofía.
Cursó estudios de medicina en la Universidad de Berlín durante un año, pero sus inquietudes eran de índole estética, por lo que optó por estudiar arte en la Escuela de Artes y Oficios de Berlín-Charlottensburg y se doctoró en Filosofía e Historia del Arte en la Universidad de Berlín. Tras el ascenso del nacionalsocialismo, abandona Alemania en 1936 y emprendió un viaje por Europa y el norte de África. Las pinturas de su primera etapa están marcadas por la guerra y en ellas se acusa la influencia de los grupos expresionistas alemanes «Die Brücke» y «Der Blaue Reiter».
Vivió en Tetuán, Marruecos español en 1941 y al año siguiente se casó con Marianne Gast, escritora y compañera suya durante más de quince años. Posteriormente, se trasladó a Granada (en 1945), donde siguió con su trabajo artístico al lado de importantes artistas de la vanguardia. En 1948 se trasladó a Santillana del Mar, donde fundó la Escuela de Altamira —proyecto que emergió como consecuencia de una exposición colectiva de pintura de la comunidad local—. A su lado participaron los artistas Ángel Ferrant, Ricardo Gullón y Pablo Beltrán Heredia. Tuvieron como una de sus principales misiones la ampliación de los lenguajes, las técnicas y los modelos de representación de la expresión, unidos bajo el lema: "Todos los hombres, por fin hermanos, se convierten en artistas". 
Gracias a esta labor, el periodista, escritor y filósofo, Eugenio d'Ors nombró al joven artista miembro de la Academia de las Artes (en España), en reconocimiento al proyecto que desarrolló en Santillana del Mar.
Como miembro distinguido de la academia en Madrid, Goeritz criticó fuertemente a la institución y a la mala prensa de arte del lugar, lo que provocó que en un par de días fuera expulsado de la misma y, como consecuencia, le fuese negado su visado en España. Ante la imposibilidad de permanecer más tiempo en España, viajó a México gracias a la recomendación que el artista Alejandro Rangel Hidalgo hizo al arquitecto Ignacio Díaz Morales, quien trabajaba en la construcción del programa de estudios de la entonces recién inaugurada Escuela de Arquitectura de Guadalajara, ya que el rector general de esta universidad, Jorge Matute Remus, quiso incorporar a profesionales europeos, por lo que se trasladó a la ciudad de Guadalajara, Jalisco, México, en 1949; lugar en el que da inicio a su renombrado Taller de Educación Visual, en el que difundió las enseñanzas de la Bauhaus. Fue en ese contexto donde conoció al ingeniero Luis Barragán y al pintor Jesús Reyes Ferreira, con quienes, en años posteriores, realizó varios proyectos de relevancia para la historia del arte y la arquitectura mexicanas. 
En 1952 se trasladó a la Ciudad de México, donde fue contratado por la Universidad Nacional Autónoma de México para dirigir un taller de educación visual. Más tarde, la Universidad Iberoamericana le encomienda la creación de la Escuela de Artes Plásticas. Además, se le encargó la construcción de un edificio en la Ciudad de México y otros proyectos que forman parte, hoy día, del paisaje urbano. Desde entonces, su influencia fue notable en la plástica contemporánea. México se abría a la modernidad y, gracias a él, se exponía por primera vez la obra de Paul Klee y Henry Moore.
Fue por entonces que Goeritz alternó la pintura con la escultura, que se convertiría en el fundamento de su creación. En este campo, mudó desde el expresionismo a la abstracción, lo cual puede apreciarse en obras como La mujer de cinco caras (1950), Animales heridos (1951) y La serpiente (1953).

## Obra y acervo

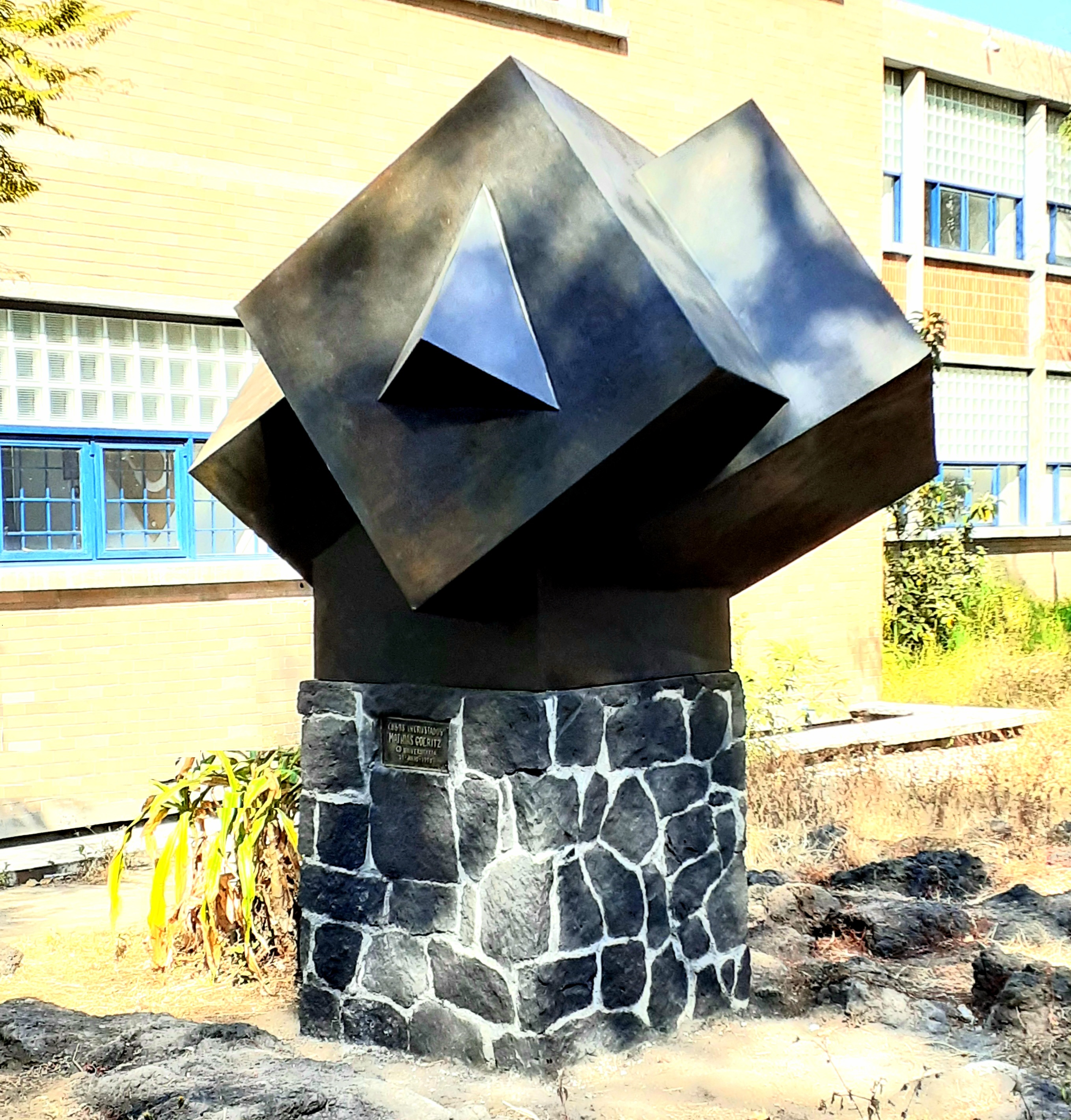
"Cubos incrustados" escultura de Mathias Goerits en el campus de la Universidad Nacional Autónoma de México.

Entre sus obras destaca el Museo El Eco. Este museo albergaba obras importantes, como La serpiente —una escultura de Goeritz que actualmente se encuentra en el Museo de Arte Moderno de la Ciudad de México—.
El Eco es una de las obras más significativas del artista y es crucial en la historia del arte moderno mexicano. El edificio fue inaugurado en 1953 a petición del empresario mexicano Daniel Mont y es considera una de las piedras angulares del arte moderno en México. La escultura habitable que Goeritz y Daniel Mont erigieron fue destinada para que otros experimentaran bajo sus paredes irregulares. Funcionó como galería, restaurante-bar, espacio de experimentación teatral, sede activista y, hoy en día, museo universitario.
En el Museo del Juguete Antiguo México se exhiben algunas piezas de Mathias Goeritz que dan testimonio de su faceta de experimentación en la escultura. Las piezas en exhibición están hechas de materiales como madera y metal y sus medidas van desde los 40 cm, hasta 1,70 m de alto.
Parte de su archivo personal —obra y documentos— se resguarda en el Instituto Cultural Cabañas, el cual se ha expuesto en el Museo Cabañas.

### La arquitectura emocional
Al año siguiente de la apertura de El Eco, se publicó el Manifiesto de Arquitectura Emocional. Goeritz fue precursor de esta corriente, que se caracteriza por la utilización de un diseño limpio y la construcción de torres, en las que prima el sentido escultórico sobre el funcional. La arquitectura emocional podría entenderse como una pregunta permanente acerca del modo en que establecemos los lugares donde habitamos y cuáles son las funciones intrínsecas del ser humano. Mathias Goeritz argumentaba que la arquitectura debería ser una obra de arte, invitándonos, a través de ella, a morar en los espacios para poder apreciar y sentir distintas emociones al estar en nuevos ambientes.
Factores como el color, la iluminación y el uso del agua establecen características especiales en los entornos, que agudizan ciertos sentidos en el ser humano. Cada uno de estos elementos tienen detalles que, al apreciarlos de forma conjunta, crean espacios distintos, que nos permiten apreciar cada lugar de manera única. No es extraño que Goeritz quisiera relacionar su experimento con la arquitectura clásica de catedrales y mezquitas, edificaciones abiertas a lo metafísico, a favor de la emancipación de la experiencia humana en busca de la ampliación de los significados de vida; lugares donde la actividad principal siempre está por venir, en tanto que son espacios de tránsito para quienes los habitan.

### Otras obras
En México entró en polémica con el stablishment artístico del país. En una carta abierta, los pintores Rivera y Siqueiros lo describen como: "un impostor sin el más insignificante talento ni preparación para ser un artista". A pesar de esto, en 1957 fue elegido director de diseño visual de la Escuela Nacional de Arquitectura. En ese mismo año, el gran arquitecto Luis Barragán le encargó que diseñara la entrada a Ciudad Satélite, para la cual hizo cinco pilones de hormigón de sección triangular de alturas de entre 36 y 58 metros; obra realizada en colaboración con el mismo Luis Barragán y el pintor Jesús Reyes Ferreira (luego de un viaje con Justino Fernández a San Gimignano, Italia); inauguradas en marzo de 1958 como uno de los símbolos del proyecto de modernización nacional más relevante. Paralela a esta obra, realiza las Torres de Temixco, en el Estado de Morelos, y los vitrales de la iglesia de San Lorenzo, en la Ciudad de México, renovando en la escena lo que hasta ese momento se reconocía como arte sacro.

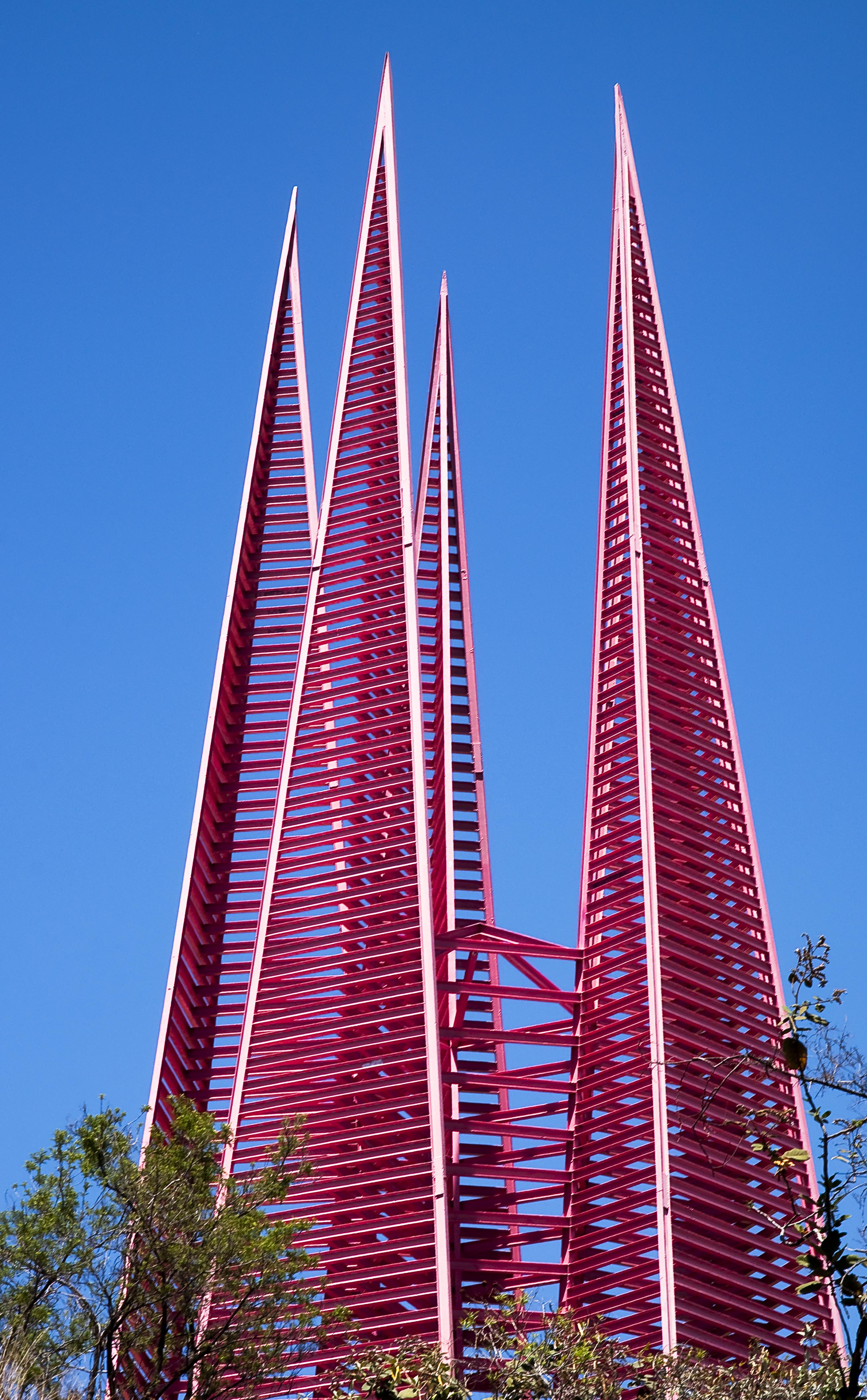
Corona del Pedregal en el Espacio Escultórico de Ciudad Universitaria de la UNAM

En 1959, después de la muerte de su esposa —Marianne Gast—, Mathias Goeritz comienza la serie de obras bidimensionales conocidas como Mensajes Dorados, obras monocromáticas que incluyen hoja de oro como material que representa la espiritualidad. Goeritz define esta obra como una oración plástica. Esta serie culmina con la exposición del mismo nombre en la Galería Carstairs de Nueva York en 1962. Los Mensajes Dorados fueron los precursores de Luis Barragán en el proyecto del altar de la Capilla de las Capuchinas en la Ciudad de México en 1963. En ese mismo año colabora con el arquitecto Ricardo Legorreta en las Torres de Automex.
En 1964 realiza la escultura de la estrella de David, las torres y los vitrales de la sinagoga Maguen David, y en 1967 la Celosía del Hotel Camino Real y otra para los laboratorios Smith Kline que hoy ocupa la Comisión de Derechos Humanos del D.F., y los vitrales para la nave principal de la Catedral Metropolitana, todas estas obras en la Ciudad de México.

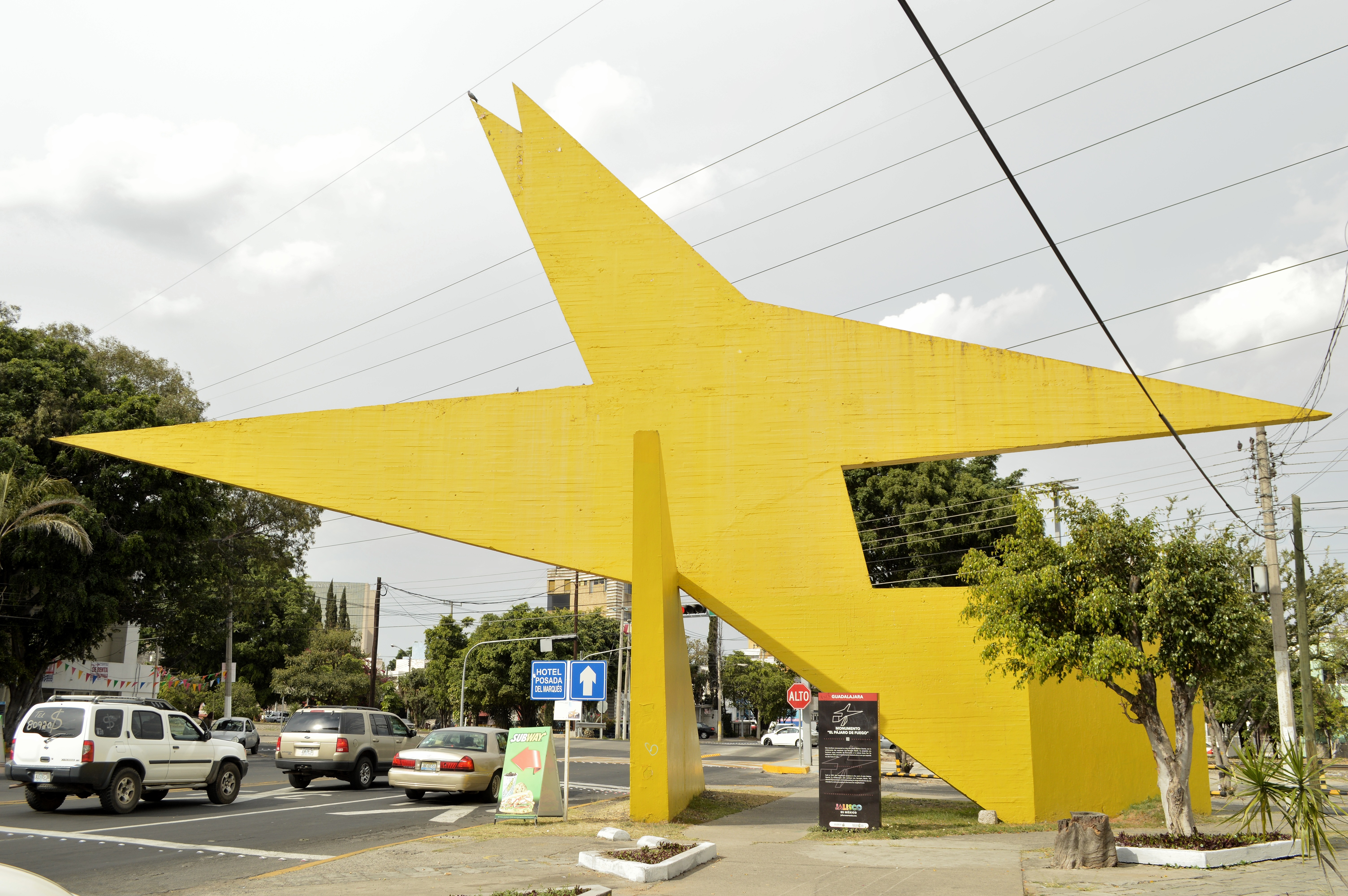
Pájaro de fuego, escultura en la colonia Jardines del Bosque en Guadalajara, Jalisco

Un año después, con motivo de los Juegos Olímpicos de 1968, Goeritz promovió la creación de la Ruta de la Amistad, un circuito escultórico urbano, en el Anillo Periférico de la Ciudad de México con motivo de las Juegos Olímpicos de México 1968,especie de museo de escultura al aire libre que, a lo largo de 17 kilómetros, muestra la obra de 16 artistas internacionales). Para dicho proyecto levantó La Osa Mayor (conjunto de columnas-torres de hormigón frente al Palacio de los Deportes. En 1975 funda el grupo Cadigoguse con Geles Cabrera, J. L. Díaz, Sebastián y Ángela Gurría, con los que lleva a cabo cinco plazas escultóricas en Villahermosa.
De 1978 a 1980 realizó el centro del Espacio Escultórico en colaboración con los artistas Helen Escobedo, Manuel Felguérez, Hersúa, Sebastián y Federico Silva, dentro de uno de los terrenos de Ciudad Universitaria, con la intención de integrar el arte y la naturaleza.A esta obra seguirían también en la Ciudad de México, los Prismas incrustados (parque de Chapultepec) y la Corona de Bambi (1979, centro cultural universitario), en la que consigue además ilusiones ópticas. Probablemente también un grupo de poliedros en el acceso al Parque Fuentes Brotantes en Tlalpan al sur de la Ciudad de México.
En este periodo (en 1980), realizó también el Laberinto de Jerusalén, en el Centro Comunitario Alejandro y Lily Saltiel de Jerusalén, en Israel; quizás su obra "más compleja e interesante", como la califica el propio artista: edificio carente de ventanas, de gran fortaleza y cuya luz se introduce a través de amplias terrazas.
El 8 de febrero de 1982, inauguró su escultura Las Torres en la Facultad de Estudios Superiores Aragón (UNAM), mientras que en 1988 construyó la torre de la Fundación Miguel Alemán de la Ciudad de México. En 1990 se termina su obra Monograma AMT en Jerusalén, después de su fallecimiento el 4 de agosto del mismo año.
Si en pintura está influido por el expresionismo alemán, en escultura y arquitectura desarrolla un estilo marcado por la pureza de diseño y la integración plástica espacial como medio de elevar el nivel espiritual de la sociedad.

## Catálogo de obras

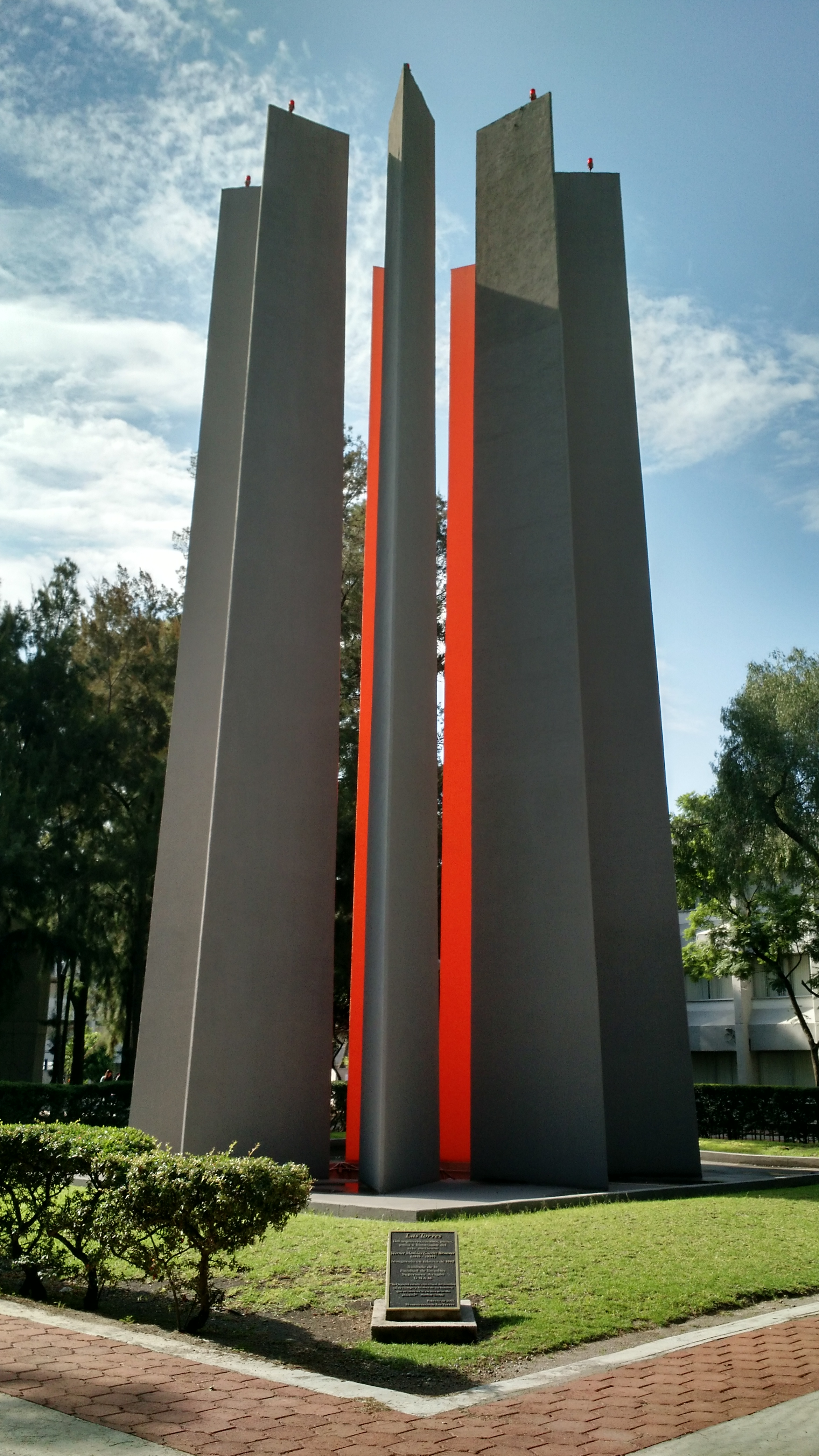
Las Torres, símbolo representativo de la FES Aragón

- El animal (1949), escultura en el Pedregal de San Ángel, Ciudad de México.
- El ángel (ca. 1952), escultura para el vestíbulo de la Casa Prieto López en Jardines del Pedregal de San Ángel, Ciudad de México.
- Los amantes, escultura en el hotel El Presidente de Acapulco, Guerrero.
- El bailarín, escultura móvil.
- El animal herido, escultura móvil.
- La mano divina, relieve en la iglesia de San Lorenzo.
- Museo Experimental El Eco (1953), en la colonia San Rafael, Ciudad de México.
- Torres de Temixco (1958).
- El pájaro, escultura en la esquina sureste de la confluencia de las avenidas Arcos e Inglaterra, en Guadalajara, Jalisco.
- Vitrales para la Catedral de México y la de Cuernavaca, y las iglesias de Santiago Tlatelolco, San Lorenzo, Azcapotzalco y la sinagoga de Maguén-David, así como para el Convento de las Capuchinas en el centro histórico de Tlalpan.
- Coordinación del conjunto escultórico Ruta de la Amistad, 1967-1968.
- Osa Mayor (1968), escultura en la explanada del Palacio de los Deportes, obra de Félix Candela.
- Torre Automex (1962), Toluca.
- Torre de los cubos en el conjunto habitacional Torres de Mixcoac, Ciudad de México (1971).
- Murales en acero de la Torre Arco en Los Ángeles, California (1970).
- Corona del Pedregal en el Espacio Escultórico de la Ciudad Universitaria de la UNAM.
- Laberinto de Jerusalén en Israel (1978-1980).
- Las Torres, emblema de la FES Aragón.
- Energía en Bosque de Chapultepec 1982
- Estudio de texturas, mural para la sala huichol del Museo Nacional de Antropología. En colaboración con Pedro Ramírez Vázquez.[4]